# Archaeohyracidae
Archaeohyracidae — вимерла родина нотоунгулятних ссавців, відома з палеоцену до олігоцену Південної Америки.